# Bóng chuyền tại Đại hội Thể thao Đông Nam Á
Bóng chuyền mà môn thể thao thường xuyên được đưa vào các nội dung thi đấu của Đại hội Thể thao Đông Nam Á (SEA Games). Xuất hiện lần đầu tiên tại kỳ đại hội năm 1977 tại Kuala Lumpur, Malaysia. Dù đã được duy trì đều đặn qua nhiều kỳ đại hội, nhưng năm 1999 là một ngoại lệ hiếm hoi khi bóng chuyền không được tổ chức thi đấu.
Đặc biệt, bóng chuyền nữ Thái Lan nổi bật với thành tích áp đảo qua nhiều kỳ SEA Games, trong khi ở nội dung nam, cuộc cạnh tranh diễn ra quyết liệt giữa Indonesia, Việt Nam, và Thái Lan.

## Bóng chuyền trong nhà

### Giải đấu nam
| Năm           | Chủ nhà           | Trận tranh huy chương vàng | Trận tranh huy chương vàng | Trận tranh huy chương vàng | Bronze medal match     | Bronze medal match     | Bronze medal match     | Số đội |
| Năm           | Chủ nhà           | Huy chương vàng            | Tỷ số                      | Huy chương bạc             | Huy chương đồng        | Tỷ số                  | Hạng tư                | Số đội |
| ------------- | ----------------- | -------------------------- | -------------------------- | -------------------------- | ---------------------- | ---------------------- | ---------------------- | ------ |
| 1977 Chi tiết | Kuala Lumpur      | · Miến Điện ·              | —                          | · Philippines ·            | · Thái Lan ·           | —                      | —                      | ?      |
| 1979 Chi tiết | Jakarta           | · Myanmar ·                | —                          | · Indonesia ·              | · Philippines ·        | —                      | —                      | ?      |
| 1981 Chi tiết | Manila            | · Indonesia ·              | —                          | · Miến Điện                | · Philippines ·        | —                      | —                      | ?      |
| 1983 Chi tiết | Singapore         | · Miến Điện                | 3–0                        | · Indonesia ·              | · Philippines ·        | 3–0                    | · Singapore ·          | 8      |
| 1985 Chi tiết | Bangkok           | · Thái Lan ·               | —                          | · Indonesia ·              | · Singapore ·          | —                      | —                      | ?      |
| 1987 Chi tiết | Jakarta           | · Indonesia ·              | —                          | · Miến Điện                | · Thái Lan ·           | —                      | —                      | ?      |
| 1989 Chi tiết | Kuala Lumpur      | · Indonesia ·              | 3–2                        | · Myanmar ·                | · Thái Lan ·           | —                      | —                      | ?      |
| 1991 Chi tiết | Manila            | · Indonesia ·              | —                          | · Thái Lan ·               | · Philippines ·        | —                      | —                      | ?      |
| 1993 Details  | Singapore         | · Indonesia ·              | —                          | · Thái Lan ·               | · Singapore ·          | —                      | —                      | ?      |
| 1995 Details  | Chiang Mai        | · Thái Lan ·               | 3–0                        | · Myanmar ·                | · Indonesia ·          | —                      | —                      | ?      |
| 1997 Details  | Jakarta           | · Indonesia ·              | —                          | · Thái Lan ·               | · Philippines ·        | —                      | —                      | ?      |
| 2001 Details  | Kuala Lumpur      | · Thái Lan ·               | 3–0                        | · Malaysia ·               | · Myanmar ·            | 3–0                    | · Indonesia ·          | 6      |
| 2003 Details  | Ninh Bình         | · Indonesia ·              | 3–0                        | · Thái Lan ·               | · Myanmar ·            | 3–2                    | · Việt Nam ·           | 7      |
| 2005 Details  | Bacolod           | · Thái Lan ·               | 3–1                        | · Indonesia ·              | · Việt Nam ·           | Không trao huy chương  | · Myanmar ·            | 5      |
| 2007 Chi tiết | Nakhon Ratchasima | · Indonesia ·              | 3–0                        | · Việt Nam ·               | · Thái Lan ·           | 3–0                    | · Myanmar ·            | 5      |
| 2009 Chi tiết | Viêng Chăn        | · Indonesia ·              | 3–2                        | · Thái Lan ·               | · Myanmar ·            | 3–0                    | · Việt Nam ·           | 6      |
| 2011 Chi tiết | Palembang         | · Thái Lan ·               | 3–0                        | · Indonesia ·              | · Việt Nam ·           | Không trao huy chương  | · Myanmar ·            | 6      |
| 2013 Chi tiết | Naypyidaw         | · Thái Lan ·               | 3–0                        | · Indonesia ·              | · Việt Nam ·           | 3–0                    | · Myanmar ·            | 7      |
| 2015 Chi tiết | Singapore         | · Thái Lan ·               | 3–0                        | · Việt Nam ·               | Indonesia và Myanmar · | Indonesia và Myanmar · | Indonesia và Myanmar · | 7      |
| 2017 Chi tiết | Kuala Lumpur      | · Thái Lan ·               | 3–1                        | · Indonesia ·              | · Việt Nam ·           | 3–0                    | · Myanmar ·            | 8      |
| 2019 Chi tiết | Pasig             | · Indonesia ·              | 3–0                        | · Philippines ·            | · Thái Lan ·           | 3–0                    | · Myanmar ·            | 7      |
| 2021 Chi tiết | Quảng Ninh        | · Indonesia ·              | 3–0                        | · Việt Nam ·               | · Campuchia ·          | 3–2                    | · Thái Lan ·           | 7      |
| 2023 Chi tiết | Phnôm Pênh        | · Indonesia ·              | 3–0                        | · Campuchia ·              | · Việt Nam ·           | 3–0                    | · Thái Lan ·           | 8      |
| 2025 Details  | Bangkok           |                            |                            |                            |                        |                        |                        |        |

## Bóng chuyền bãi biển
Môn bóng chuyền bãi biển được đưa vào thi đấu lần đầu tiên tại kỳ Đại hội Thể thao Đông Nam Á năm 2003, tuy nhiên, môn này đã bị loại khỏi chương trình thi đấu kể từ kỳ đại hội năm 2013. Sau đó, đến kỳ SEA Games năm 2019, bóng chuyền bãi biển mới được vào lại chương trình thi đấu của đại hội.

### Giải đấu nữ

#### Bảng huy chương
| Hạng               | Đoàn               | Vàng | Bạc | Đồng | Tổng số |
| ------------------ | ------------------ | ---- | --- | ---- | ------- |
| 1                  | Thái Lan (THA)     | 8    | 3   | 1    | 12      |
| 2                  | Indonesia (INA)    | 0    | 5   | 0    | 5       |
| 3                  | Philippines (PHI)  | 0    | 0   | 3    | 3       |
| 4                  | Malaysia (MAS)     | 0    | 0   | 2    | 2       |
| 4                  | Việt Nam (VIE)     | 0    | 0   | 2    | 2       |
| Tổng số (5 đơn vị) | Tổng số (5 đơn vị) | 8    | 8   | 8    | 24      |

### Bảng huy chương tổng hợp
| Hạng               | Đoàn               | Vàng | Bạc | Đồng | Tổng số |
| ------------------ | ------------------ | ---- | --- | ---- | ------- |
| 1                  | Indonesia (INA)    | 8    | 8   | 0    | 16      |
| 2                  | Thái Lan (THA)     | 8    | 7   | 4    | 19      |
| 3                  | Việt Nam (VIE)     | 0    | 1   | 3    | 4       |
| 4                  | Philippines (PHI)  | 0    | 0   | 6    | 6       |
| 5                  | Malaysia (MAS)     | 0    | 0   | 2    | 2       |
| 6                  | Campuchia (CAM)    | 0    | 0   | 1    | 1       |
| Tổng số (6 đơn vị) | Tổng số (6 đơn vị) | 16   | 16  | 16   | 48      |